# Aurélio Miguel
Aurélio Fernández Miguel (San Paolo, 10 marzo 1964) è un ex judoka brasiliano.
Ha vinto due medaglie olimpiche nel judo: una medaglia d'oro alle Olimpiadi 1988 di Seul nella categoria 95 kg e una medaglia di bronzo ad Atlanta 1996 anche in questo caso nella categoria 95 kg.
Inoltre ha vinto, sempre nella categoria 95 kg, due medaglie d'argento mondiali (1993 e 1997) e una medaglia di bronzo mondiale (1987).